# مثقبات
المثقبات أو المُنْخَرِبات (بالإنجليزية: Foraminifera)‏ هي نوع من الخلايا الأولية ظهرت أول ماظهرت منذ نحو 530 مليون سنة على الأرض في مناطق مائية. تتميز بأن لها غلاف محاري، وتوجد على سبيل المثال في الأحجار الجيرية لأهرامات الجيزة.

## رتبة المنخربات
تتبع المنخربات مملكة الأوليات Protista وهي إحدى رتب صف جذريات الأرجل Rhizopoda التابع لشعبة وحيدات الخلايا الحيوانية Protozoa.

## الشكل العام للمنخربات
المثقبات هي كائنات أولية ذات قواقع. تتألف بشكل أساسي من غلاف بروتوبلاسمي يحوي مادة لزجة سهلة الحركة والقوقعة تقع في الجزء الخارجي منها.
تقسم القوقعة عادة إلى عدة حجرات يزداد عددها بشكل مستمر مع ازدياد العمر.
تكون الأشكال الأكثر بساطة من الفورامنيفيرا بشكل أنابيب وتجاويف كروية.
بحسب الأنواع فالصدفة قد تكون مؤلفة من مركبات عضوية، حبيبات الرمال وبعض الأجزاء المترابطة أو الكالسيت المبلور.
العناصر كاملة النمو منها تتراوح بأبعاد من 100 ميكرومتر إلى حوالي 20 سم والعنصر الواحد منها قد يحوي على أكثر من نواة واحدة في خليتها.
إن الشعب الأكثر عمرا فيها تتميز علاقات تكافلية مع الطحالب حيث ترتبط بوجودها.
بينما العناصر الباقية تتغذى على البقايا المنحلة من المواد العضوية بشكل جزيئات كالبكتريا وثنائيات الذرة وبقية العوالق الخضراء حتى الحيوانات الصغيرة كالمجدافيات.
هذه الكائنات الحية تتحرك وتلتقط غذائها بواسطة شبكة من التمددات الطولية للسيتوبلازما. (3):

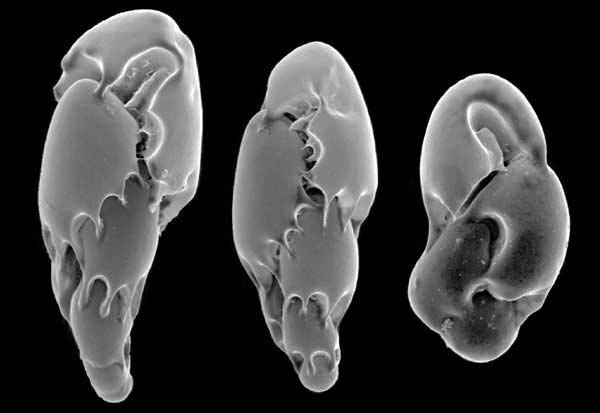
قواقع صغيرة جدا للمثقبات (ترى بالمجهر) مستخرجة من أعماق البحر عند ساحل فنزويلا.

1. السيتوبلاسما: هي جسم حبيبي ناعم عديم اللون يحوي نقاط زيتية صغيرة حسب وجهة نظر العالم شولتزيه أما من وجهة نظر العالم رومبلر فهي عبارة عن جسم له قوام جلاتيني أو طيني عديم اللون وشبكي ويقسم إلى قسمين بلاسما خارجية وبلاسما داخلية وبرهن العالم لوكالفز احتوائها على بقايا اغذية ومتعضيات متعايشة واشكال حبيبية وتراكيب من جسيمات باشكال متنوعة. وقد وجد ان توزع السيتوبلاسما في المنخربات وحيدة الخلية شبه منتظم بينما في المنخربات متعددة المساكن تكون الكثافة أكبر عندما نقترب من النوى، وقد وجد العالم هيدلي ان لون السيتوبلاسما يوافق عادة لون المتعضيات المتعايشة معها وغالبا ما يكون أصفر اللون.

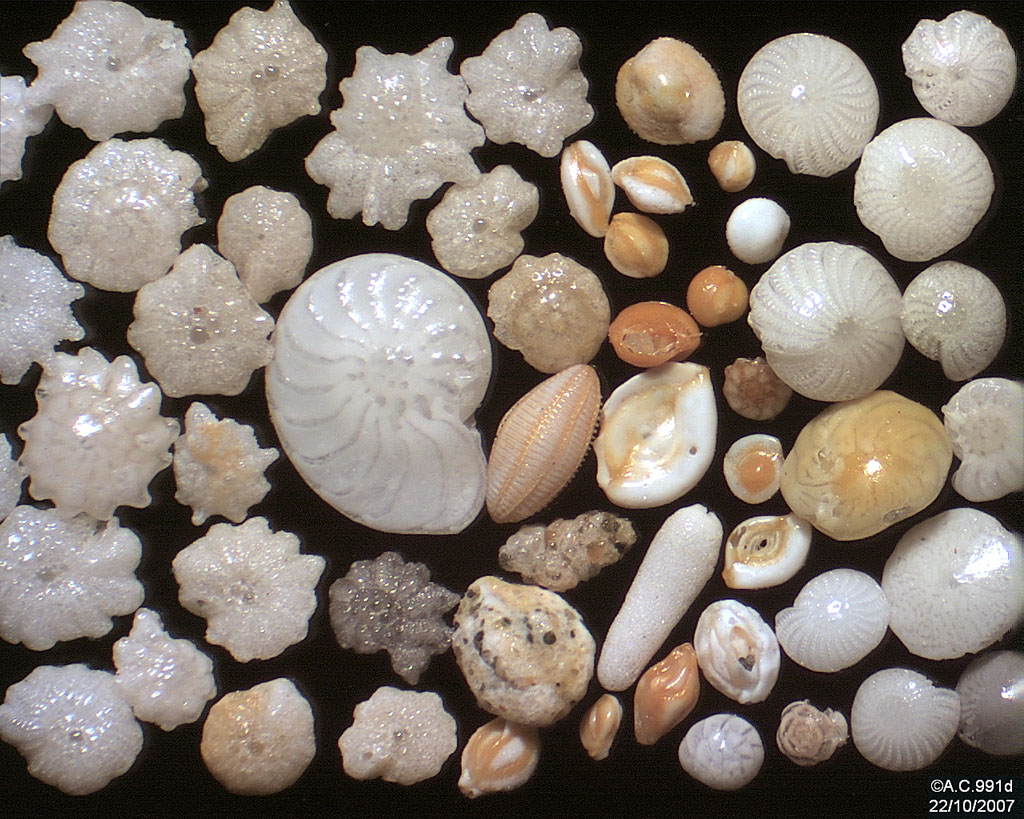
قواقع المثقبات، مستخرجة من البحر أمام ساحل مينمار.

2. تفاضل السيتوبلاسما: قواقع المثقبات، مستخرجة من البحر أمام ساحل مينمار. عادة ما تغطي السيتوبلاسما القوقعة الخارجية تنطلق منها الارجل الكاذبة ونلاحظ التفاضل بوضوح في محيط السيتوبلاسما وقرب مركز السيتوبلاسما وقرب محيط النواة. يساهم تفاضل السيتوبلاسما في بناء مساكن جديدة.
3. بنية السيتوبلاسما: تمتاز السيتوبلاسما أحيانا بوجود غشاء مضاعف يحوي جسيمات دقيقة لها علاقة بعمليات التبادل الخارجي لا سيما التفس وتدعى Chondriosom

كما تحوي حمض نووي من نمط (RNA (Rebosom Nuclear Acid أو ما يسمى الحمض النووي الريبي والذي يتحكم بالشيفرة الوراثية للكائن وأيضا يحوي مادة بروتينية.
1. النواة: تكون مفردة وقد تكون متعددة النوى خلال مراحل التكاثر ويتغير موقع النوى حسب كون المنخربة احادية أو متعددة المسكن وبشكل عام فإن النوى تميل لأن تأخذ موقعا مركزيا في البلاسما وهي ذات شكل بيوضي أو كروي أو اهليلجي في الغالب.
2. الأرجل الكاذبة: هي طويلة يصل طولها إلى عدة سنتمترات أحيانا وهي تشكل غالبا جهازا شبكيا فتحاته دقيقة يمكنه التفرع بسهولة وسرعة.

تكون مؤلفة من طبقتين وتحوي حبيبات وهي متحركة جدا حسب الباحث، لا تكون الأرجل الكاذبة موجودة دائما بل يتعلق ذلك بالنشاط الميكانيكي لها ووظيفتها بشكل أساسي التثبت والحركة ونقل الغذاء وبناء مساكن جديدة وطرح الجزيئات الغريبة وبقايا الأغذية.
تم تصنيف المنخربات مع الكائنات الأولية المنتشرة في البروتيروزوي إلا أن الدلائل الحديثة تشير إلى أنها تابعة لمجموعة ضخمة اسمها ريزاريا انتشرت أيضا في البروتيروزوي مما يتركها تحت تصنيف الريزالاريا والتي اشار البعض إليها على انها مجموعة داخلية خلال البروتيروزوي بينما اشار البعض إليها إلى أنها مجرد شعبة حيوانية.
موقع تصنيفات المثقبات تنوعت كثيرا منذ التعرف عليها عام 1854 من قبل العالم شولتز حيث تراوح تصنيفها بين رتبة وبين شعبة كما اعتمده ليوبليش وتابلان.

## التكاثر عند المنخربات
1. مبدأ تبدل الأجيال عند المنخربات: تشمل دورة التكاثر من ناحية المبدأ أحيانا تعاقب مرحلة لا جنسية مع أخرى جنسية ويطلق على الفرد اللاجنسي اسم سيكزونت والفرد الجنسي غامونت وهذا يوافق جيل من المنخربات يحوي كل فرد منها نواة واحدة ذات صبغيات مضاعفة العدد بالنسبة للمرحلة اللاجنسية أما المرحلة الجنسية فيوافقها جيل من المنخربات تخوي صبغيات نصفية.
2. تنوع التكاثر عند المنخربات: تتحد عروسان غاميتيس تابعتان لغاموتين مختلفتين أو تابعتان لذات الغامونت في عمليات التكاثر الجنسي وتكون الأعراس ذات حركة اميبية أو قد تزود بسياط وتتحد كل عروسين داخل قوقعة الغامونت لتعطي البيضة الملقحة وتنتهي المرحلة الجنسية تبدا المرحلة اللاجنسية بانقسام نواة كل بيضة ملقحة إلى نواتين ثم أربع حيث تنتج افراد فتية متعددة النوى قد تغادر الجدار الام نتيجة انحلال جزئي لجدار القوقعة.

## الجماعات الحيوية للمنخربات
الجماعات الحالية للمنخربات بشكل عام بحرية ذات بيئات معتدلة إلا أن بعضها يعيش في المناطق شديدة الملوحة البحرية
والبعض الآخر منها يتكيف مع شروط المياه العذبة والبعض الآخر يعيش في الغابات المطرية الرطبة وبشكل عام يمكن القول عنها أنها قاعية بينما يمكن ان نجد حوالي 40 صنف منها معلقة.

## الأهمية التطورية للمثقبات ودلائلها
إن الأعداد الهائلة من المثقبات التي تموت وتسقط على الأرضيات المحيطية بكميات هائلة تؤدي إلى توضعها بشكل مستحاثات في الرسوبات البحرية.
وقد بدأت في عام 1960 حفريات في المناطق العميقة من المحيطات بغرض الأستكشافات النفطية حيث وجدت كميات كبيرة من المنخربات بأعداد هائلة قد تصل إلى الملايين.
بسبب الوفرة الكبيرة لمستحاثه المثقبات وتنوعها وبنيتها البلورية المعقدة تستخدم المثقبات بشكل أساسي في علم البيوستراتغرافي وتستطيع بشكل دقيق إعطاء أعمار الصخور الحاوية عليها.
كما أن الشركات النفطية تعتمد بشكل أساسي على المستحاثات المجهرية للمثقبات على اعتبار انها مناطق أملية نفطية.
وحيث كانت المثقبات الكلسية متشكلة من عناصر موجودة في البحار القديمة التي تشكلت فيها فهي بالتالي ذات دلالة مناخية حيث تساعد في أعادة بناء المناخ القديم اعتمادا على نسب نظائر الأكسجين وتاريخ دورة الكربون اعتمادا على نظائر الكربون.
الأهمية الستراتغرافية للمنخربات عرفت في العشرينات من هذا القرن لا سيما بالنسبة لرسوبات الدور الكربوني والبرمي والكريتاسي والباليوجين وأيضا في العصر الحالي.
الأهمية الستراتغرافية تكمن في المضاهاة الطبقية حيث تحقق المنخربات التي عاشت شروط بلانكتونية شروط المستحاثة الجيدة.
يمكن لها أيضا أن تفيد في التحليل السحني الجيولوجي للرسوبات الحاوية عليها حيث يمكن استنتاج الظروف المناخية التي كانت سائدة في هذا الدور أو ذاك والمساهمة بالتالي في التعرف على موقع البحار والمحيطات
الأنماط الجغرافية التي تم مشاهدتها في التسجيلات المستحاثية لبيئات المعلقات تستخدم من أجل تحديد اتجاه التيار البحري.
وحيث أن أنواع معينة من المثقبات توجد فقط في مناطق معينة فإنها تستخدم للدلالة على البيئة السابقة للبيئة البحرية.